# Diggin' on You
«Diggin' on You» es una canción del grupo TLC. Fue lanzada como la cuarta y última canción de su segundo álbum CrazySexyCool (1994) el 31 de octubre de 1995, a través de LaFace y Arista Records. La canción fue escrita y producida por Kenneth "Babyface" Edmonds. "Diggin' on You" alcanzó el puesto n°5 en Billboard Hot 100, número seis en Australia y n°18 en UK Singles Chart. Un video musical fue filmado durante un concierto en vivo con la versión remix de L.A. sustiyuyendo la versión del álbum.

## Antecedentes y composición
"Diggin 'on You" fue escrita y producida por Babyface, y fue lanzado como el cuarto y último sencillo del segundo álbum de estudio de TLC CrazySexyCool (1994). Contiene un "ritmo jeep", con letras que contienen un "ambiente callejero".  Lynn Ford de The Indianapolis Star resumió la canción como un chico que se junta con una chica "relajándose con [su] Kool-Aid en un parque", y afirmó que contiene "un aura romántica impregnada de amor joven". Al escribir para Star Tribune, Chuck Campbell señaló que "las mujeres se deleitan al enamorarse" en la canción. Según Larry Flick de Billboard, se lanzaron varios remixes para "Diggin 'on You"; una versión de metales en vivo con cuernos de jazz, hasta un híbrido entre pop y house.

## Recepción comercial
En Estados Unidos, "Diggin' on You" se posicionó n°5 en Billboard Hot 100 en la lista que data del 30 de diciembre de 1995, donde permaneció por 20 semanas. También se volvió a posicionar como número cinco en Mainstream Top 40, número seis en Rhythmic Top 40, número siete en Hot R&B/Hip-Hop Singles & Tracks y número ocho en la lista de Hot Dance Music/Maxi-Singles Sales. 
En Australia, "Diggin' on You" debutó como n°36 en el ARIA Singles Chart que data del 21 de enero de 1996. Alcanzó el puesto seis el 10 de marzo de 1996. La canción alcanzó el puesto ocho en New Zealand Singles Chart, 26 de noviembre de 1995 y permaneció por 10 semanas. Fue certificada como oro por Recorded Music NZ por ventas de 5,000 unidades. En Reino Unido, "Diggin' on you" se posicionó en n°18 en el UKSingles Chart, donde permaneció por cinco semanas. En Irish Single Chart, la canción debutó el 2 de noviembre de 1995, permaneciendo en la posición veintiuno durante 4 semanas.

## Lista de pistas
| N.º | Título                                     | Duración |  |
| 1.  | «Diggin' on You» (Album Version)           | 4:14     |  |
| 2.  | «Diggin' on You» (L.A.'s Live Remix)       | 4:40     |  |
| 3.  | «Nobody Knows» (Tony Rich special preview) | 1:49     |  |

| Side A |                                                 |          |  |
| N.º    | Título                                          | Duración |  |
| 1.     | «Diggin' on You» (CJ's Club Mix)                | 9:23     |  |
| 2.     | «Diggin' on You» (Eddie F.'s Untouchable Remix) | 5:06     |  |
| 3.     | «Diggin' on You» (CJ's House Mix)               | 9:38     |  |
| 4.     | «Diggin' on You» (Acappella)                    | 3:54     |  |

| Side B |                                       |          |  |
| N.º    | Título                                | Duración |  |
| 1.     | «Diggin' on You» (Soulpower Remix)    | 5:54     |  |
| 2.     | «Diggin' on You» (Album Version)      | 4:14     |  |
| 3.     | «Diggin' on You» (L.A.'s Live Remix)  | 4:37     |  |
| 4.     | «Diggin' on You» (Album Instrumental) | 4:14     |  |

| N.º | Título                               | Duración |  |
| 1.  | «Diggin' on You» (Album Version)     | 4:14     |  |
| 2.  | «Diggin' on You» (L.A.'s Live Remix) | 4:37     |  |

| N.º | Título                                         | Duración |  |
| 1.  | «Diggin' on You» (L.A.'s Live Remix)           | 4:37     |  |
| 2.  | «Diggin' on You» (Soulpower Remix)             | 5:54     |  |
| 3.  | «Diggin' on You» (CJ's Club Edit)              | 4:13     |  |
| 4.  | «Diggin' on You» (Eddie F's Untouchable Remix) | 5:06     |  |
| 5.  | «Diggin' on You» (Album Version)               | 4:14     |  |

| N.º | Título                                             | Duración |  |
| 1.  | «Diggin' on You» (Original Radio Edit)             | 4:17     |  |
| 2.  | «Diggin' on You» (Master 7" Mix) (C.J. Mackintosh) | 3:55     |  |
| 3.  | «Diggin' on You» (Live Version)                    | 4:46     |  |

| N.º | Título                              | Duración |  |
| 1.  | «Diggin' on You» (Soul Power Mix)   | 5:54     |  |
| 2.  | «Diggin' on You» (Untouchables Mix) | 5:30     |  |
| 3.  | «Diggin' on You» (Going Home Dub)   | 9:22     |  |

| Side A |                                     |          |  |
| N.º    | Título                              | Duración |  |
| 1.     | «Diggin' on You» (Master 7" Mix)    | 3:52     |  |
| 2.     | «Diggin' on You» (Untouchables Mix) | 5:30     |  |

| Side B |                                   |          |  |
| N.º    | Título                            | Duración |  |
| 1.     | «Diggin' on You» (Going Home Dub) | 9:22     |  |
| 2.     | «Diggin' on You» (Soul Power Mix) | 5:51     |  |

| N.º | Título                                          | Duración |  |
| 1.  | «Diggin' on You» (Single Edit)                  | 4:13     |  |
| 2.  | «Diggin' on You» (L.A.'s Live Edit)             | 4:16     |  |
| 3.  | «Diggin' on You» (Eddie F's Untouchables Remix) | 5:30     |  |
| 4.  | «Diggin' on You» (CJ's Master 7" Mix)           | 3:52     |  |
| 5.  | «Diggin' on You» (C.J.'s House Edit)            | 4:19     |  |
| 6.  | «Diggin' on You» (CJ's Club Mix)                | 4:14     |  |
| 7.  | «Diggin' on You» (Going Home Dub)               | 9:22     |  |
| 8.  | «Diggin' on You» (Soulpower Remix – Edit)       | 4:24     |  |
| 9.  | «Diggin' on You» (Soulpower Remix)              | 5:51     |  |

## Créditos y personal
Créditos adaptados de la portada de "Diggin' on You".
- Grabado por Brad Gilderman en The Music Grinder Studios, Hollywood, California
- Asistido por Eric Fischer y Lamont Hyde
- Mezclado por Dave Way en Larrabee Sound Studios, Los Ángeles, California
- Todos los sintetizadores y programador de batería por Babyface
- Voces de fondo por T-Boz, Chilli, Debra Killings, Bebé

## Listas

### Semanales
| Chart (1995–1996)                      | Peak position |
| -------------------------------------- | ------------- |
| Australia (ARIA)                       | 6             |
| Canadá (RPM Top Singles)               | 62            |
| Canadá (RPM Adult Contemporary)        | 43            |
| Europe (European Hot 100 Singles)      | 45            |
| Alemania (Offizielle Deutsche Charts)  | 46            |
| Irlanda (IRMA)                         | 21            |
| Países Bajos (Dutch Top 40)            | 36            |
| Países Bajos (Mega Single Top 100)     | 32            |
| Nueva Zelanda (Recorded Music NZ)      | 8             |
| Escocia (Scottish Singles Sales Chart) | 37            |
| Suiza (Schweizer Hitparade)            | 29            |
| Reino Unido (UK Singles Chart)         | 18            |
| Reino Unido (UK R&B Chart)             | 2             |
| Estados Unidos (Billboard Hot 100)     | 5             |
| Estados Unidos (Hot R&B/Hip-Hop Songs) | 7             |
| Estados Unidos (Mainstream Top 40)     | 5             |
| Estados Unidos (Rhythmic)              | 6             |

### Listas de fin de ao
| Listas (1996)                        | Posición |
| ------------------------------------ | -------- |
| Australia (ARIA)                     | 41       |
| US Billboard Hot 100                 | 45       |
| US Hot R&B/Hip-Hop Songs (Billboard) | 67       |
| US Mainstream Top 40 (Billboard)     | 40       |
| US Rhythmic (Billboard)              | 37       |